# Justen Blok
Justen Blok (Roterdã, 27 de setembro de 2000) é um jogador de hóquei sobre a grama neerlandês.

## Carreira
Ele começou sua carreira no hóquei como jogador juvenil no Ring Pass de Delft. Como D-junior mudou para o HC Rotterdam.
Em 2019 estreou-se pela seleção nacional na Hockey Pro League. Ele competiu no Campeonato das Nações EuroHockey Masculino de 2021. Em 2023 atingiu a marca de 50 partidas internacionais durante o Campeonato Europeu.
Nos Jogos Olímpicos de Verão de 2024, em Paris, conquistou a medalha de ouro no torneio masculino do hóquei sobre a grama, após vencer na final confronto contra a equipe alemã por pênaltis.